# Holmagöl (Åseda socken, Småland)
Holmagöl är en sjö i Uppvidinge kommun i Småland och ingår i Alsteråns huvudavrinningsområde. Sjön har en area på 0,0719 kvadratkilometer och ligger 232 meter över havet.

## Delavrinningsområde
Holmagöl ingår i det delavrinningsområde (632059-148025) som SMHI kallar för Mynnar i Alsterån. Medelhöjden är 243 meter över havet och ytan är 69,14 kvadratkilometer. Det finns inga avrinningsområden uppströms utan avrinningsområdet är högsta punkten. Forsaån som avvattnar avrinningsområdet har biflödesordning 2, vilket innebär att vattnet flödar genom totalt 2 vattendrag innan det når havet efter 104 kilometer. Avrinningsområdet består mestadels av skog (88 procent). Avrinningsområdet har 1,51 kvadratkilometer vattenytor vilket ger det en sjöprocent på 2,2 procent.